# Taleb Tawatha
Taleb Tawatha (hebräisch טאלב טוואטחה, arabisch طالب طواطحة, DMG Ṭālib Ṭawāṭiḥa; * 21. Juni 1992 in Dschisr az-Zarqa) ist ein israelisch-sudanesischer Fußballspieler. Der linke Verteidiger und israelische Nationalspieler steht bei Maccabi Haifa unter Vertrag.

## Karriere

### Vereine
Tawatha rückte zur Saison 2009/10 zur Profimannschaft von Maccabi Haifa auf. Am 8. Dezember 2009 kam er bei der 0:1-Niederlage gegen Girondins Bordeaux zu seinem ersten und bislang einzigen Einsatz in der Champions League. In der Spielzeit 2010/11 gewann Tawatha mit Haifa die israelische Meisterschaft, wodurch sich die Mannschaft für die Europa League qualifizierte. Dort wurde er in der Folgesaison in allen sechs Gruppenspielen eingesetzt, die Haifa als Gruppendritter beendete. 2016 gewann er mit dem Verein den israelischen Pokal.
Zur Saison 2016/17 wechselte Tawatha zum deutschen Bundesligisten Eintracht Frankfurt. Am 20. September 2016 debütierte er beim 2:0-Auswärtssieg gegen den FC Ingolstadt 04 in der Bundesliga. Im Mai 2018 gewann Tawatha mit der Eintracht nach einem 3:1-Finalsieg gegen den FC Bayern München den DFB-Pokal. Ende August 2019 wurde sein bis 2020 laufender Vertrag in beiderseitigem Einvernehmen aufgelöst. Mitte September 2019 schloss sich Tawatha dem bulgarischen Erstligisten Ludogorez Rasgrad an. 2020 wechselte er zurück zu seinem Jugendverein Maccabi Haifa.

### Nationalmannschaft
Tawatha spielte für diverse Jugendnationalmannschaften des israelischen Fußballverbandes. Mit der U21-Auswahl nahm er im Juni 2013 an der U21-Europameisterschaft im eigenen Land teil. Dort kam er in zwei Spielen seiner Mannschaft zum Einsatz, die nicht über die Gruppenphase hinauskam. Insgesamt wurde er in der U21 15-mal eingesetzt und erzielte zwei Tore.
Am 26. März 2011 debütierte Tawatha beim 2:1-Sieg in der EM-Qualifikation gegen Lettland in der israelischen A-Nationalmannschaft. Sein erstes Tor erzielte er am 15. November 2018 beim 7:0-Sieg im Freundschaftsspiel gegen Guatemala.

## Persönliches
Tawathas Vater stammt aus dem Sudan. Seine Mutter ist eine arabische Israelin. Tawatha ist Muslim und besitzt beide Staatsbürgerschaften.

## Erfolge
Maccabi Haifa
- Israelischer Meister: 2011
- Israelischer Pokalsieger: 2016

Eintracht Frankfurt
- DFB-Pokal-Sieger: 2018
  - Finalist: 2017